# Gern I
Gern I war eine Gemeinde im Landkreis Eggenfelden.
Sie bestand aus den vier Orten Gern, Altenburg, Gaisberg und Sankt Sebastian. Im Jahr 1961 hatte die Gemeinde 861 Einwohner und eine Fläche von 222,4 Hektar.
Die Gemeinde wurde aus dem geschlossenen Patrimonialgericht im Steuerdistrikt Gern gebildet. Altenburg gehörte anfangs zwar zur Steuergemeinde Gern aber zur politischen Gemeinde Peterskirchen bei Falkenberg. Erst gegen Ende des 19. Jahrhunderts kam Altenburg zur politischen Gemeinde Gern I. Zwischen 1. Januar 1946 und 29. Dezember 1947 gehörte der überwiegende Teil der vorübergehend aufgelösten Gemeinde Gern II zur Gemeinde Gern I.